# طيطان سيكنبرغر
طيطان سيكنبرغر أو بطن الحية أو عَيْصلان أو زنبق (باللاتينية: Pancratium sickenbergeri) نوع نباتي ينتمي إلى جنس الطيطان من الفصيلة النرجسية.

## الموئل والانتشار
موطنه بلاد الشام ومصر.